# Сазановский сельсовет
Саза́новский сельсовет — муниципальное образование со статусом сельского поселения в Пристенском районе Курской области Российской Федерации.
Административный центр — село Сазановка.

## История
Статус и границы сельсовета установлены Законом Курской области от 21 октября 2004 года № 48-ЗКО «О муниципальных образованиях Курской области».
Законом Курской области от 26 апреля 2010 года № 26-ЗКО в состав сельсовета включены населённые пункты упразднённого Донсемицкого сельсовета.

## Население
| 2002 | 2010 | 2012 | 2013 | 2014 | 2015 | 2016 |
| ---- | ---- | ---- | ---- | ---- | ---- | ---- |
| 965  | ↘954 | ↘923 | ↘885 | ↗887 | ↘852 | ↗853 |
| 2017 | 2018 | 2019 | 2020 | 2021 |      |      |
| ↘827 | ↘802 | ↘771 | ↘760 | ↗771 |      |      |

## Состав сельского поселения
| № | Населённый пункт | Тип населённого пункта       | Население |
| - | ---------------- | ---------------------------- | --------- |
| 1 | Васильевка       | деревня                      | ↘4        |
| 2 | Горка            | село                         | ↘104      |
| 3 | Дубки            | хутор                        | ↘144      |
| 4 | Залесье          | деревня                      | ↘22       |
| 5 | Ильинка          | село                         | ↘192      |
| 6 | Отрадное         | хутор                        | ↘39       |
| 7 | Сазановка        | село, административный центр | ↘405      |
| 8 | Шатиловка        | село                         | ↘44       |